# Alessandria Unione Sportiva 1933-1934
Questa pagina raccoglie le informazioni riguardanti l'Alessandria Unione Sportiva nelle competizioni ufficiali della stagione 1933-1934.

## Stagione
Con un nuovo cambiamento ai vertici societari e una rosa ulteriormente ridotta per le partenze di Chierico, Cornara e Scagliotti, l'Alessandria fu affidata all'ex allenatore del Torino, il cecoslovacco Hänsel, e conquistò una sofferta salvezza nell'anno in cui si ebbero tre retrocessioni allo scopo di ridurre il numero delle squadre del campionato.
Per una serie di risultati negativi colti nei mesi di novembre e dicembre, la squadra, complice un pessimo rendimento in trasferta, precipitò nelle zone più basse della classifica. La situazione si fece particolarmente grave quando, il 25 febbraio, i grigi andarono a perdere lo scontro diretto contro il Genova a Marassi. Nelle frenetiche settimane successive, quando a causa dell'organizzazione della Coppa del Mondo le ultime giornate furono anticipate e gli impegni si susseguirono più velocemente, i gol di Notti, Riccardi e della "bandiera" Cattaneo risollevarono le sorti della squadra grigia: all'Alessandria, già in vantaggio sulle dirette avversarie del rush finale dopo la penultima giornata, bastò dunque un pareggio contro la Roma nella gara conclusiva per chiudere al dodicesimo posto (condiviso con Brescia, Torino e Palermo) un campionato difficile, in cui si era manifestato per la prima volta con concretezza lo spettro della retrocessione.

## Divise
| Prima maglia |

## Organigramma societario
Area direttiva
- Presidente: Umberto Pugno
- Vicepresidenti: Otello Finzi e G. Manfredi

Area organizzativa
- Segretario amministrativo: G. Agosta
- Segretario: Pietro Novelli
- Cassiere: Brunod
- Economo: A. Rigoni

Area tecnica
- Commissario tecnico: Amilcare Savojardo
- Direttore tecnico: Nicola Papa
- Allenatore: Franz Hänsel

Area sanitaria
- Massaggiatore: Domenico Assandro

## Rosa
| N. |                   | Ruolo | Calciatore        |
| -- | ----------------- | ----- | ----------------- |
|    | Italia (bandiera) | P     | Teresio Chiodi    |
|    | Italia (bandiera) | P     | Vittorio Mosele   |
|    | Italia (bandiera) | D     | Giuseppe Fenoglio |
|    | Italia (bandiera) | D     | Umberto Lombardo  |
|    | Italia (bandiera) | D     | Ermanno Montanari |
|    | Italia (bandiera) | D     | Giuseppe Turino   |
|    | Italia (bandiera) | C     | Edoardo Avalle    |
|    | Italia (bandiera) | C     | Oreste Barale     |
|    | Italia (bandiera) | C     | Michele Borelli   |
|    | Italia (bandiera) | C     | Stefano Cornelio  |
|    | Italia (bandiera) | C     | Gino Costenaro    |
|    | Italia (bandiera) | C     | Settimo Gastaldi  |

| N. |                      | Ruolo | Calciatore        |
| -- | -------------------- | ----- | ----------------- |
|    | Italia (bandiera)    | C     | Giuseppe Grillo   |
|    | Italia (bandiera)    | C     | Luigi Milano      |
|    | Italia (bandiera)    | C     | Giovanni Riccardi |
|    | Italia (bandiera)    | A     | Giovanni Bocchio  |
|    | Italia (bandiera)    | A     | Renato Cattaneo   |
|    | Italia (bandiera)    | A     | Libero Marchina   |
|    | Italia (bandiera)    | A     | Alfredo Notti     |
|    | Italia (bandiera)    | A     | Osvaldo Perazzo   |
|    | Italia (bandiera)    |       | Antonio Bandino   |
|    | Italia (bandiera)    | A     | Ettore Banchero   |
|    | Italia (bandiera)    |       | Ezio De Martini   |
|    | Argentina (bandiera) | A     | Carlos Garavelli  |

## Risultati

### Serie A

#### Girone di andata
| Arbitro: | Bonivento (Venezia) |

|                                                  |           |           |
| Reguzzoni 57’ Maini 63’ Schiavio 81’ Fedullo 90’ | Marcatori | 86’ Notti |

| Arbitro: | Ciamberlini (San Pier d'Arena) |

|                           |           |              |
| Riccardi 11’ Cattaneo 75’ | Marcatori | 53’ Cesarini |

| Arbitro: | Mastellari (Bologna) |

|                                    |           |  |
| Notti 61’ Cattaneo 63’ Borelli 66’ | Marcatori |  |

| Arbitro: | Mazzarini (Roma) |

|             |           |           |
| Zacconi 81’ | Marcatori | 75’ Notti |

| Arbitro: | Bonivento (Venezia) |

|                                                    |           |           |
| Serantoni 3’ Frione 18’ Meazza 75’ Castellazzi 85’ | Marcatori | 79’ Notti |

| Arbitro: | Mazzarini (Roma) |

|                            |           |             |
| Notti 14’, 38’ Borelli 66’ | Marcatori | 73’ Mazzoni |

| Arbitro: | De Santis (Roma) |

|                            |           |              |
| Bonesini 54’ Blasevich 67’ | Marcatori | 15’ Cattaneo |

| Arbitro: | Gianni (Pisa) |

|                                                 |           |             |
| Riccardi 20’ Borelli 24’ Cattaneo 70’ Notti 86’ | Marcatori | 60’ Celoria |

| Arbitro: | Barlassina (Novara) |

|                        |           |                  |
| Locatelli 26’ Dusi 85’ | Marcatori | 88’ (rig.) Notti |

| Arbitro: | Mazza (Torre del Greco) |

|  |           |          |
|  | Marcatori | 1’ Piola |

| Arbitro: | Corradini (Bologna) |

|                 |           |  |
| Fantoni III 68’ | Marcatori |  |

| Arbitro: | Ciamberlini (San Pier d'Arena) |

|              |           |            |
| Riccardi 71’ | Marcatori | 19’ Stella |

| Arbitro: | Sassi (Roma) |

|                                    |           |             |
| Rossetti II 25’ Vojak I 27’ (rig.) | Marcatori | 4’ Cattaneo |

| Arbitro: | Turbiani (Ferrara) |

|                        |           |              |
| Riccardi 25’, 34’, 53’ | Marcatori | 48’ Viani II |

| Arbitro: | Caironi (Milano) |

|                                                            |           |              |
| Costantino 11’, 35’ Tomasi 27’ Scopelli 31’ Banchero I 76’ | Marcatori | 14’ Riccardi |

| Arbitro: | Melandri (Cairo Montenotte) |

|                                          |           |                      |
| Turchi 7’ (rig.) Magnozzi 42’ Busoni 69’ | Marcatori | 6’, 76’ (rig.) Notti |

| Arbitro: | Pizziolo (Firenze) |

|           |           |  |
| Notti 88’ | Marcatori |  |

#### Girone di ritorno
| Arbitro: | Dattilo (Roma) |

|                         |           |                        |
| Milano 34’ Riccardi 50’ | Marcatori | 15’ Schiavio 19’ Maini |

| Arbitro: | Barlassina (Novara) |

|                                        |           |              |
| Ferrari 43’ Borel II 55’ Depetrini 72’ | Marcatori | 80’ Cattaneo |

| Arbitro: | Sassi (Roma) |

|              |           |  |
| Bettini I 2’ | Marcatori |  |

| Arbitro: | Scorzoni (Bologna) |

|                               |           |           |
| Cattaneo 6’, 88’ Riccardi 54’ | Marcatori | 74’ Prato |

| Arbitro: | Mazzarini (Roma) |

|  |           |                          |
|  | Marcatori | 67’ Meazza 80’ Serantoni |

| Arbitro: | Barlassina (Novara) |

|                |           |  |
| Ferrari II 43’ | Marcatori |  |

| Arbitro: | De Santis (Roma) |

|                |           |             |
| Notti 40’, 41’ | Marcatori | 71’ Borel I |

| Arbitro: | Melandri (Cairo Montenotte) |

|                        |           |             |
| Gardini 55’ Caimmi 85’ | Marcatori | 42’ Borelli |

| Arbitro: | Bertoli (Vicenza) |

|              |           |  |
| Riccardi 76’ | Marcatori |  |

| Firenze 29 marzo 1934 31ª giornata (anticipo) | Fiorentina      | 0 – 0 referto | Alessandria | Stadio Giovanni Berta\| Arbitro: \| Scotto (Savona) \| |
| Arbitro:                                      | Scotto (Savona) |               |             |                                                        |

| Arbitro: | Salvagno (Trieste) |

|               |           |  |
| Bajardi I 65’ | Marcatori |  |

| Arbitro: | Bevilacqua (Viareggio) |

|                                    |           |                        |
| Notti 35’, 90’ Cattaneo 61’ (rig.) | Marcatori | 10’ Remigi 83’ Guarisi |

| Arbitro: | Gianelli (Genova) |

|                   |           |            |
| Cattaneo 20’, 25’ | Marcatori | 23’ Busoni |

| Arbitro: | Turbiani (Ferrara) |

|                                   |           |  |
| Moretti 7’ Fibbi 22’ Cresta I 43’ | Marcatori |  |

| Arbitro: | Levrero (Genova) |

|              |           |  |
| Cattaneo 30’ | Marcatori |  |

| Arbitro: | Carminati (Milano) |

|                               |           |  |
| Colaussi 28’, 60’ Palumbo 71’ | Marcatori |  |

| Arbitro: | Bertoli (Vicenza) |

|                     |           |                     |
| Cattaneo 27’ (rig.) | Marcatori | 48’ (aut.) Fenoglio |

## Statistiche

### Statistiche di squadra
| Competizione | Punti | In casa | In casa | In casa | In casa | In casa | In casa | In trasferta | In trasferta | In trasferta | In trasferta | In trasferta | In trasferta | Totale | Totale | Totale | Totale | Totale | Totale | DR  |
| Competizione | Punti | G       | V       | N       | P       | Gf      | Gs      | G            | V            | N            | P            | Gf           | Gs           | G      | V      | N      | P      | Gf     | Gs     | DR  |
| ------------ | ----- | ------- | ------- | ------- | ------- | ------- | ------- | ------------ | ------------ | ------------ | ------------ | ------------ | ------------ | ------ | ------ | ------ | ------ | ------ | ------ | --- |
| Serie A      | 29    | 17      | 12      | 3       | 2       | 32      | 16      | 17           | 0            | 2            | 15           | 11           | 38           | 34     | 12     | 5      | 17     | 43     | 54     | -11 |

### Statistiche dei giocatori[4]
| Giocatore    | Serie A  | Serie A |
| Giocatore    | Presenze | Reti    |
| ------------ | -------- | ------- |
| E. Avalle    | 28       | 0       |
| O. Barale    | 19       | 0       |
| G. Bocchio   | 2        | 0       |
| M. Borelli   | 34       | 4       |
| R. Cattaneo  | 34       | 12      |
| T. Chiodi    | 10       | -20     |
| S. Cornelio  | 1        | 0       |
| G. Costenaro | 27       | 0       |
| G. Fenoglio  | 30       | 0       |
| S. Gastaldi  | 16       | 0       |
| G. Grillo    | 3        | 0       |
| U. Lombardo  | 29       | 0       |
| L. Marchina  | 14       | 0       |
| L. Milano    | 30       | 1       |
| E. Montanari | 1        | 0       |
| V. Mosele    | 24       | -34     |
| A. Notti     | 34       | 16      |
| O. Perazzo   | 4        | 0       |
| G. Riccardi  | 32       | 10      |
| G. Turino    | 2        | 0       |

## Riserve
La squadra riserve dell'Alessandria ha disputato nella stagione 1933-1934 il girone E del campionato di Prima Divisione.

### Rosa
| N. |                   | Ruolo | Calciatore        |
| -- | ----------------- | ----- | ----------------- |
|    | Italia (bandiera) | C     | Accantino         |
|    | Italia (bandiera) | A     | Giovanni Bocchio  |
|    | Italia (bandiera) | D     | Contratti         |
|    | Italia (bandiera) | C     | Ubaldo Coppo      |
|    | Italia (bandiera) | C     | Stefano Cornelio  |
|    | Italia (bandiera) | C     | Giovanni Granotti |

| N. |                   | Ruolo | Calciatore        |
| -- | ----------------- | ----- | ----------------- |
|    | Italia (bandiera) | A     | Libero Marchina   |
|    | Italia (bandiera) | D     | Ermanno Montanari |
|    | Italia (bandiera) | P     | Vittorio Mosele   |
|    | Italia (bandiera) | A     | Osvaldo Perazzo   |
|    | Italia (bandiera) | A     | Re                |